# جیمز اسکات (بازیکن بسکتبال)
جیمز اسکات (انگلیسی: James Scott؛ زادهٔ ۳۰ ژوئن ۱۹۷۲) بازیکن بسکتبال اهل ایالات متحده آمریکا است.
از باشگاه‌هایی که در آن بازی کرده‌است می‌توان به میامی هیت اشاره کرد.